# قطعنامه ۱۸۲۷ شورای امنیت
قطعنامه ۱۸۲۷ شورای امنیت سازمان ملل متحد که در تاریخ ۳۰ جولای ۲۰۰۸ تصویب شد، سندی بین‌المللی دربارهٔ بررسی وضعیت میان اریتره و اتیوپی است. این قطعنامه طی نشست ۵۹۴۶ام با ۱۵ رای موافق، ۰ مخالف و ۰ ممتنع تصویب شد.